# Акбар Велики
Абул Фатих Џелалудин Мухамед Бин Насир, познатији као Акбар-И-Азам (Акбар Велики) (арап. جلال الدین محمد اکبر; Умаркот, 15. октобар 1542 — Агра, 27. октобар 1605) је био могулски владар који се сматра једним од највећих владара у историји Индије.Акбар је својим темељним, посвећеним и либералним приступом свим сферама заједнице показао да је изузетан лидер, који је своју државничку позицију доживео пожртвовано и мисионарски, бриљирајући пола века у њој. Након доласка на престо 1556. године започео је серију успешних освајачких похода које су Могулско царство прошириле на већи део Индије. Био је познат по подстицању науке и уметности, а посебно је настојао да установи верску толеранцију међу својим поданицима. Акбар је један од најмоћнијих и најбогатијих државника светске историје по количини новца коју је имао, компарабилно данашњим вредностима. Такође, за време његове владавине Могулска империја је била међу најмоћнијим и најбогатијим земљама на свету. Могулско царство је правило огроман капитал на извозу свиле, текстила, шивене гардеробе, бибера, дувана, метала, драгог камења и топова. Производња текстила, ливнице топова и рудници драгог камења су највише цветали, али такође, царство је имало огроман број штампарија где су књиге превођене са Санскрита, Арапског, Латинског, и масовно куповане, највише од стране племства, као и извожене ван земље због културног значаја самог садржаја, као и због корица, увеза и штампе који су били првокласни. Имало је једну од најорганизованијих војски икада, опремљену барутним оружјем више него и једна земља те епохе, и војнике и генерале који су се ригорозним избором рангирали по чиновима, збиром заслуга и милитарних доприноса. Морнарица није била толико ефикасна, али су поседовали око 50 луксузних бродова. Акбар је увек слао доприносе и прилоге за сиромашан сој у Меку и Медину, чиме је помогао многим гладним породицама и инфраструктури двају исламских светих градова. Могули су под Акбаром имали детаљно организовано, стабилно, и за своје време веома либерално правно и административно уређење. За време Акбарове владавине у Индији је саграђено много импозантних и помпезних здања укључујући школе, џамије, седишта власти, музеје, маузолеје и тврђаве. Акбар је као једињење верске толеранције и либералности пропагирао Дин Илахи, религију која се заснива на постојању једног заједничког бога, и која је пропагирала морал изнад свега, да је бити етички добро људско биће поента постања, а да је бог исти људима свих вероисповести. Правио је дискусије са хришћанима, Хиндуистима и Будистима у својим одмаралиштима о овоме, биле су редовне и закључци су записивани и укорењивани у друштво као тежња да буду општеприхваћени. Акбар је обезбедио границе земље утврђењима и полицијом која је патролирала на коњима хапсећи шверцере и контролишући увоз, док је царине знатно појефтинио, чиме је поред извоза, процветао и увоз робе у царство. Као експанзиониста је такође бриљирао држећи под собом бише од пола данашње Индије, Пакистан, Непал и део Мјанмара. Поред културних и војних објеката, саградио је и неколико градова. Имао је добре и учестале дипломатске односе са Персијом, Османлијама, Португалијом, Шпанијом, Француском и Кином. Знатно је побољшао статус потлаченог сељаштва у друштву, и свакоме ко је беспослен је давао хектаре обрадиве земље као и оруђе за аграрну привреду. Племство је развијало однос једнакости са својим слугама, и свако је добијао новчане приходе по својим заслугама. Доста пореза је укинуто, али је сваки промет новца био опорезован, од стране посебног огранка Акбарових блиских људи који су вршили редовне пописе, наплате и конфискације. Имао је свој званични савет од 9 министара за консултације, за економију, образовање, војску, културу, религију, спољне односе, индустрију, пољопривреду и здравство. Акбар је био оличење јединства хинду муслиманско зороастријанске религије и културе, и хегемонија Тимурида, Афгана, Раџпута, Сика и Могула је под њим цветала доживевши преображај у либералну и пацифистичку заједницу која је обезбеђивала добре услове живота свим хијерархијским сојевима људи. Свиме овим, Акбар је један од најлуциднијих, најпромишљенијих, најмиротворнијих, и свакако најмоћнијих и најпоштованијих лидера икада. 
Акбар је у више извора, описан као човек изразито ниског раста, кратког дебелог врата, крупних рамена и груди, округле главе са пуним образима, тамне пути, крупних, продорно плавих очију, густих обрва, са кратком црном проћелавом косом, обријан, изузев упечатљивих уредних густих и дугачких црних бркова. Имао је пљоснат и широк нос, и пар видљивих ожиљака на челу и образу. Израз лица му је био смирен и замишљен. Имао је господарски став, кретње и боју гласа, и сви подређени као и амбасадори су га без разлике поштовали и комуницирали са њим са високим поштовањем.
Акбар је наследио свог оца Хумајуна, са регентом Бајрам Каном, који је помогао младом цару да прошири и консолидује Могулско царство у Индији. Акбар је био јака личност и успешан генерал. Постепено је повећао Могулско царство по Индијском потконтиненту, проширивши га до реке Годавари. Међутим, његова моћ и утицај се протезала кроз целу земљу због његове војне, политичке, културне и економске доминације. Да би се ујединила огромна Могулска држава, Акбар је успоставио централизовани систем администрације широм царства и усвојио политику помирења владара кроз брак и дипломатију. У циљу очувања реда и мира у верски и културно различитом царству, он је усвојио политику која је добила подршку од немуслимана. Избегавајући племенске везе и идентитет исламске државе, Акбар је настојао да уједини далеке земље свог царства кроз оданост, изражену кроз персијску културу, тако да је цар имао готово божански статус.
Могулско царство је развило јаку и стабилну економију, што је довело до комерцијалне експанзије и већег патроната културе. Акбар је сам промовисао уметност и културу. Он је придавао значај и књижевности, па је направио и библиотеку са више од 24.000 књига написаних на санскриту, хиндском, перзијском, грчком, латинском и арапском језику. У библиотеци су такође радили многи научници, преводиоци, уметници, калиграфи, архитекти и занатлије. Такође су створени судови у Делхију, Агри, Фатехпур Сикри који су постали центри уметности, писма и учења. Персијско-исламска култура је почела да се спаја и стапа са аутохтоним индијским елементима, а посебно је настала индо-персијска култура која се одликовала могулским стилом уметности, сликарства и архитектуре. У нади да ће донијети верско јединство унутар царства, Акбар је прогласио Дин-и Илахи, синкретичку веру изведену из ислама, хиндуизма, зороастризма и хришћанства. Једноставан монотеистички култ је био центриран на Акбара као пророка, чиме је привукао гнев улема и муслимана.
Акбарова владавина је значајно утицала на ток индијске историје. За време његове владавине, Могулско царство се утростручило у величини и богатству. Он је створио моћан војни систем и покренуо ефикасне политичке и социјалне реформе. Укидањем секташког пореза за немуслимане и именовањима на високе цивилне и војне дужности, постао је први Могулски владар који је задобио поверење и оданост. Учествовао је на разним фестивалима, схвативши да је стабилно царство зависило од сарадње и добре воље његових поданика. Темељи за мултикултурално Могулско царство су постављени за вријеме његове владавине. Акбара је наследио његов син Јахангир.

## Младост
Поражен у борбама на Чауса и Канаужа од 1539. до 1540. године од стране снага Шер Шах Сурија, Могулски цар Хумајуна је побегао према западу до Синда. Тамо је упознао и оженио тада 14-годишњу Хамиду Бану Бегум, кћерку шеика Али Акбара Џамија, учитеља његовог млађег брата Хиндала Мирзе. Џелалудин Мухамед Ахбар је рођен у наредних годину дана, 15. октобра 1542. године (четвртог дана реџеба 949. х. г.) у тврђави Раџпут Умеркот у Синду (данашњем Пакистану), где су његови родитељи пронашли уточиште код локалног хиндуистичког владара Рана Прасада.
Током дужег периода Хумајуновог изгнанства, Акбар је одрастао у Кабулу код очевих стричева Камрана Мирзе и Аскари Мирзе. Он је ту провео своју младост учећи да лови, трчи и да се бори, поставши одважан, храбар и снажан ратник који никада није научио да чита и пише. Ово, међутим, није спречавало његову потрагу за знањем, јер је увек налазио неког ко би му читао. У новембру 1551. године, Акбар је оженио своју рођаку Руквају Султан Бегум у Кабулу. Принцеза Рукваја је била једина кћерка његовог стрица Хиндала Мирзе и била је његова прва и главна супруга. Брак је био договорен од стране Акбаровог оца и Руквајиног стрица, цара Хумајуна, She was his first wife and chief consort. а свадба је одржана након изненадне смрти његовог брата Хиндал Мирзе, који је погинуо у борби.
Након хаоса који је изазвао син Шер Шаха Сурија Ислам Шах, Хумајун поново осваја Делхи 1555. године, тако што му је савезник постао персијски шах Тахмасп I. Након неколико месеци, Хумајун умире. Акбаров регент, Бајрам Кан, прикрива његову смрт, како би се припремили за Акбарово устоличење. Акбар је наследио Хумајуна 14. фебруара 1556. године, док је у току био рат против Сикандар Шаха за Могулско престоље. У Каланауру, у Панџабу, 13-годишњи Акбар је устоличен од стране Бајрама Кана на новосаграђено престоље. Он је био проглашен Шаханшахом (персијски: Краљ краљева). Бајрам Кан је владао у његово име све док није постао пунолетан.

## Војне кампање

### Војне иновације
Акбар је добио епитет „Велики“ због његових многобројних достигнућа, укључујући и његов рекорд непоражених војних кампања којима је успостављена и консолидовала Могулска владавину на Индијском потконтиненту. Основа ове војне моћи и ауторитета била је Акбарова вешта структурна и организациона калибрација Могулске армије. Мансабдарски систем је сматра посебно заслужним због његове улоге у одржавању Мугулске моћи у време Акбара. Тај систем се одржао уз мање измене до краја Могулског царства, мада је прогресивно слабио током владавина његових наследника.
Организационе реформе су пратиле изуме топова, фоrtifikacija, и употребе слонова. Акбара су исто тако интересовали рани облици мускета и ефикасно их је користио током разних конфликата. Тражио је помоћ од Отомана, и у све већој мери од Европљана, посебно Португалаца и Италијана, у набавци ватреног оружја и артиљерије. Могулско ватрено оружје у време Аквара је постало далеко супериорније од било чега што је било на располагању другим регионалним владарима, вазалима или земљопоседницима. Такав је био утицај тог оружја да је Акбаров везир, Абул Фазл, једном изјавио „са изузетком Турске, вероватно нема земље у којој њено оружје има више значаја у обезбеђивању власти него у Индији“ Термин „барутна царства“ је стога често кориштен међу научницима и историчарима при анализирању успеха Могула у Индији. За Могулску моћ се сматрало да проистиче из њиховог овладавања техникама ратовања, а посебно употребе ватреног оружја које је подстицао Акбар.

### Борба за северну Индију
Акбаров отац Хумајун је повратио контролу на Пунџабом, Делхијем, и Агром уз Сафавидску подршку, али чак и у тим областима Могулска управа је била несигурна, и кад су Суријске снаге поново освојиле Агру и Делхи након смрти Хумајуна, судбина дечака цара је изгледала несигурно. Акбарова младост и одсуство било какве могућности војне помоћи из Могулког упоришта у Кабулу, које је било преокупирано инвазијом од стране Бадахшанског принца Мирзе Сулејмана, је отежало ситуацију. Кад је његов регент, Бајрам Хан, позвао ратно виће да сједини Могулске снаге, ниједан од Акбарових поглавара није одобрио. Бајрам Хан је, међутим, успео да превлада над племићима и одлучено је да ће Мугули марширати против најјачег од Сурских владара, Сикандар Шах Сурија, у Пунџаби. Делхи је остављен под регенцијом Тарди Бајг Хана. Сикандар Шах Сури, међутим, није представљао велики проблем за Акбара, и избегавао је улажење у битку кад се Могулска армија приближила. Највећу претњу је представљао Хему, министар и генерал једног од Сурских владара, који је прокламисао себе Индуским царом и протерао је Могуле из Индо-ганшке низије.
Потакнут Бајрамом Ханом, који је вратио Могулску војску пре него што је Хему могао да консолидује своју позицију, Акбар је марширао у Делхи како би га повратио. Његова армија, предвођена Бајрамом Ханом, је поразила Хему и Сурску армију 5. новембра 1556 у Другог бици код Панипата, 50 mi (80 km) северно од Делхија. Непосредно након битке, Могулске снаге су окупирале Делхи и затим Агру. Акбар је тријумфално ушао у Делхи, где је остао месец дана. Затим су се он и Бајрам Хан вратили на Панџаб да се баве Сикандар Шахом, који је поново постао активан. Током следећих шест месеци, Могули су добили још једну значајну битку против Сикандер Шах Сурија, који се повукао на исток у Бенгал. Акбар и његове снаге су окупирале Лахор и затим заузеле Мултан у Панџабу. Године 1558, Akbar је заузео Аџмер, пролаз до Раџпутана, након пораза и бекства тамошњег муслиманског владара. Могули су такође опколили и поразили Сурске снаге које су контролисале Гвалиорску тврђаву, највеће упориште северно од реке Нармада.
Краљевски бегови, заједно са породицама Могулских амира, су прешли из Кабула у Индију у то време – према записима Акбаровог везира, Абул Фазла, „тако да се мушкарци могу усталити и у некој мери задржати од одласка у земљу на коју су се навикли“.
Акбар је чврсто декларисао своје намере да су Мугули били у Индији за стално. Ово је било далеко од политичких насеља његовог деде, Бабура, и оца, Хумајуна, који су мало учинили да покажу да су они било шта осим пролазних владара.